# 岡花ただひで
岡花ひで/ただひで（本名：岡花位次、1964年1月24日 - ）は、兵庫県神戸市出身。
俳優、音楽家、実業家、落語プロデューサー、タレント、司会者、ラジオパーソナリティ。

## 経歴
高校卒業後松田優作をたよって、俳優を志し単身東京へ。その後石原プロモーションにて活動。
1984年　帰郷、実業家として再出発する。1996年　タレントとして活動再開。「とことんRADIO」ラジオパーソナリティ、テレビ番組音革命の司会を務める。
1997年　チキンジョージ代表児島進等とコミュニティFMエフエムムーヴ設立。
2004年　上方落語の発展に寄与すべく、新長田に『YOSE夢屋』を開業、席亭として活動。現在各地で地方寄席を展開中。手がけた落語会の出演噺家は100名を超え、時任三郎や嘉門達夫等のライブも手掛ける。
2012年　俳優活動、2014年　音楽活動を再開、岡花ひでに芸名を改める。
2015年6月　芳野藤丸プロデュースでアルバム「Égoïsme」リリース。